# Herbert Hervey, V marchese di Bristol
Herbert Arthur Robert Hervey, V marchese di Bristol (Bury St Edmunds, 10 ottobre 1870 – 5 aprile 1960), è stato un diplomatico britannico.

## Biografia
Era il quinto figlio di Augustus Hervey, e di sua moglie, Mariana, Mariana Hodnet. Lord Augustus Hervey era il fratello minore di Frederick Hervey, III marchese di Bristol e figlio minore di Frederick Hervey, II marchese di Bristol. Frequentò il Clifton College.

## Carriera politica
Nel 1892 entrò a far parte del servizio diplomatico, diventando console in Cile (1892-1895). Per un anno lavorò come incaricato agli affari a Montevideo e in Guatemala, e fu quindi console in Abissinia (1907-1909). Raggiunse il rango di inviato straordinario e ministro plenipotenziario in Colombia (1919-1923), in Perù e in Ecuador (1923-1928), ritirandosi nel 1929.
Nel 1951 successe al fratello nel marchesato.

## Matrimoni

### Primo matrimonio
Sposò, il 29 ottobre 1914, lady Jean Alice Elaine Cochrane (1887-5 gennaio 1955), figlia di Douglas Cochrane, XII conte di Dundonald. Ebbero un figlio:
- Victor Hervey, VI marchese di Bristol (6 ottobre 1915-10 marzo 1985)[1]

La coppia divorziò nel 1933.

### Secondo matrimonio
Sposò, il 15 dicembre 1952, Dora Frances Emblin Marshall (?-27 marzo 1953), figlia di George Marshall. Non ebbero figli.

## Ascendenza
|                                          |   |                                 | Genitori                              |  |  | Nonni |  |  | Bisnonni                                |  |  | Trisnonni                             |  |
|                                          |   |                                 |                                       |  |  |       |  |  | Frederick Hervey, I marchese di Bristol |  |  | Frederick Hervey, IV conte di Bristol |  |
|                                          |   |                                 |                                       |  |  |       |  |  | Frederick Hervey, I marchese di Bristol |  |  | Frederick Hervey, IV conte di Bristol |  |
|                                          |   | Elizabeth Davers                |                                       |  |  |       |  |  | Frederick Hervey, I marchese di Bristol |  |  |                                       |  |
| Frederick Hervey, II marchese di Bristol |   |                                 |                                       |  |  |       |  |  | Frederick Hervey, I marchese di Bristol |  |  |                                       |  |
|                                          |   | Elizabeth Albana Upton          | Clotworthy Upton, I barone Templetown |  |  |       |  |  |                                         |  |  |                                       |  |
|                                          |   | Elizabeth Albana Upton          | Clotworthy Upton, I barone Templetown |  |  |       |  |  |                                         |  |  |                                       |  |
|                                          |   | Elizabeth Albana Upton          | Elizabeth Boughton                    |  |  |       |  |  |                                         |  |  |                                       |  |
| Augustus Hervey                          |   | Elizabeth Albana Upton          |                                       |  |  |       |  |  |                                         |  |  |                                       |  |
|                                          |   | John Manners, V duca di Rutland | Charles Manners, IV duca di Rutland   |  |  |       |  |  |                                         |  |  |                                       |  |
|                                          |   | John Manners, V duca di Rutland | Charles Manners, IV duca di Rutland   |  |  |       |  |  |                                         |  |  |                                       |  |
|                                          |   | John Manners, V duca di Rutland | Mary Somerset                         |  |  |       |  |  |                                         |  |  |                                       |  |
| Katherine Manners                        |   | John Manners, V duca di Rutland |                                       |  |  |       |  |  |                                         |  |  |                                       |  |
|                                          |   | Elizabeth Howard                | Frederick Howard, V conte di Carlisle |  |  |       |  |  |                                         |  |  |                                       |  |
|                                          |   | Elizabeth Howard                | Frederick Howard, V conte di Carlisle |  |  |       |  |  |                                         |  |  |                                       |  |
|                                          |   | Elizabeth Howard                | Margaret Leveson-Gower                |  |  |       |  |  |                                         |  |  |                                       |  |
| Herbert Hervey, V marchese di Bristol    |   | Elizabeth Howard                |                                       |  |  |       |  |  |                                         |  |  |                                       |  |
|                                          | … | …                               |                                       |  |  |       |  |  |                                         |  |  |                                       |  |
|                                          | … | …                               |                                       |  |  |       |  |  |                                         |  |  |                                       |  |
|                                          | … | …                               |                                       |  |  |       |  |  |                                         |  |  |                                       |  |
| William Patrick Hodnett                  | … |                                 |                                       |  |  |       |  |  |                                         |  |  |                                       |  |
|                                          |   | …                               | …                                     |  |  |       |  |  |                                         |  |  |                                       |  |
|                                          |   | …                               | …                                     |  |  |       |  |  |                                         |  |  |                                       |  |
|                                          |   | …                               | …                                     |  |  |       |  |  |                                         |  |  |                                       |  |
| Mariana Hodnett                          |   | …                               |                                       |  |  |       |  |  |                                         |  |  |                                       |  |
|                                          |   | …                               | …                                     |  |  |       |  |  |                                         |  |  |                                       |  |
|                                          |   | …                               | …                                     |  |  |       |  |  |                                         |  |  |                                       |  |
|                                          |   | …                               | …                                     |  |  |       |  |  |                                         |  |  |                                       |  |
| Maria Keeffe Pearson                     |   | …                               |                                       |  |  |       |  |  |                                         |  |  |                                       |  |
|                                          |   | …                               | …                                     |  |  |       |  |  |                                         |  |  |                                       |  |
|                                          |   | …                               | …                                     |  |  |       |  |  |                                         |  |  |                                       |  |
|                                          |   | …                               | …                                     |  |  |       |  |  |                                         |  |  |                                       |  |
|                                          |   | …                               |                                       |  |  |       |  |  |                                         |  |  |                                       |  |